# Тиноди, Шебештьен

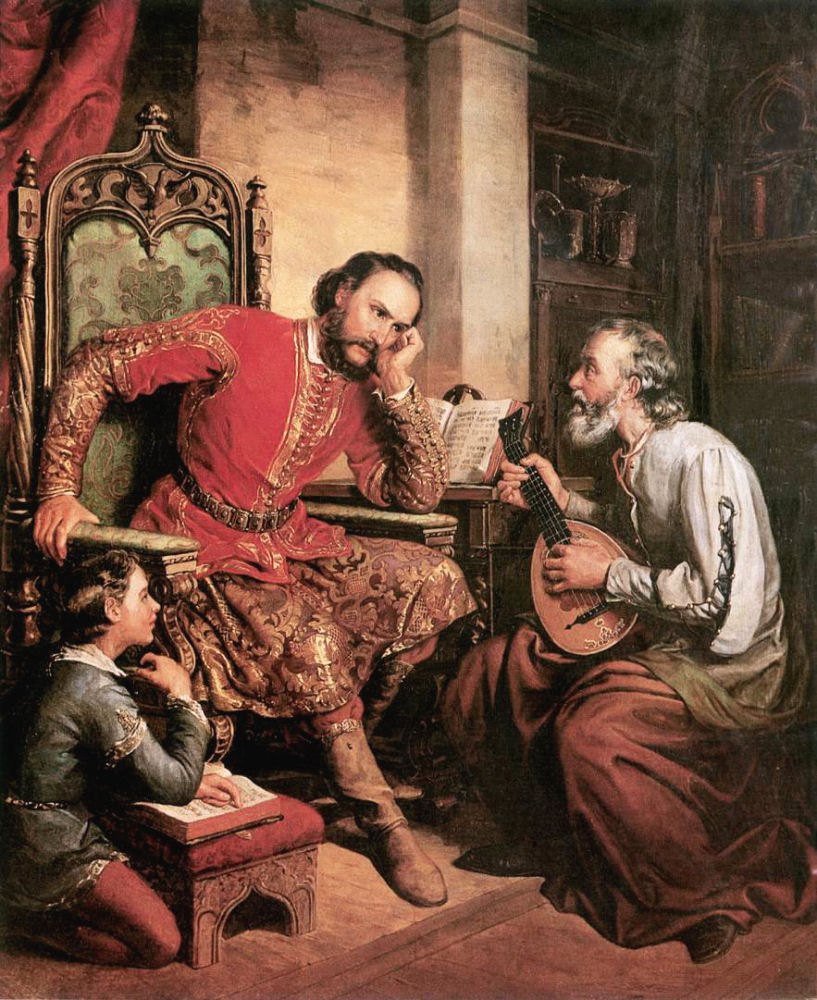
Палатин Надашди и Тиноди. Картина Шомы Орлаи Петрича. 1855

Шебештьен Тиноди Лантош (венг. Tinódi Lantos Sebestyén — Шебештьен «Лютнист» Тиноди; ок. 1510, Тинод — 1556, Шарвар) — поэт, сочинитель песен и лютнист. Видный представитель венгерской эпической поэзии своего времени, один из последних странствующих бардов.

## Биография
Шебештьен Тиноди был родом из купеческой семьи и обучался грамоте в школе. Умел читать на латыни и знал цифры. Вероятно, он состоял на службе у Балинта Тёрёка, знаменитого участника Мохачской битвы. Тиноди находился при дворе Тёрёка в Сигетваре до 1541 года. Захват Буды и разгром его господина подвели черту под прежней жизнью Шебештьена Тиноди. С этого момента он занялся политическими стихами. В них он настаивал на необходимости объединённой и решительной борьбы против турок. С расширением территорий, оккупированных турками, Тиноди переселился в Кошице, где обзавёлся семьёй. Оттуда Тиноди выезжал на политические собрания и поля битв. Свои впечатления он излагал в стихотворной форме, аккомпанируя себе на лютне. В отдалённых местах именно из его песен народ получал информацию о происходящих событиях.
В 1545 году на народном сходе в Трнаве Тиноди познакомился с палатином Тамашем Надашди и вскоре получил у него должность хрониста с лютней. В мирные годы с 1546 по 1551 Тиноди занимался обработкой старинных венгерских стихов. События османского похода 1552 года Шебештьен Тиноди вновь подробно увековечил в своих песнях. Он бывал у осаждаемых городов и собирал информацию до самых мельчайших деталей.
Слава Тиноди докатилась и до двора императора Фердинанда I, который по рекомендации Надашди присвоил ему 23 августа 1553 года дворянский титул и герб.
Творческое наследи Шебештьена Тиноди включает 1200 строк, что по меркам венгерской литературы XVI века относительно мало. Тиноди писал по существу, в его стихах отсутствуют декоративная составляющая. В целом художественные качества поэзии Тиноди невысоки. Стремление к детализации в описании событий вело к монотонности. И при жизни Шебештьена Тиноди его произведения имели скорее публицистическое, чем поэтическое значение. Искусство Тиноди оказало влияние на дальнейшее развитие венгерской культуры. Песни Тиноди были изданы в Будапеште в 1859 году.
Шебештьен Тиноди является одним из героев романа Гезы Гардони «Звёзды Эгера».